# Trupy
Trupy – polski yassowy zespół muzyczny powstały w styczniu 1995 roku w Sopocie. W kwietniu 1995 roku po zaledwie pięciu próbach w gdańskim Żaku i oliwskim Tropsie kwintet Tymański-Trzaska-Hesse-Handschke-Olter wszedł do studia zarejestrować materiał na swój debiutancki album Songs for Genpo. Po roku od powstania zespołu ze składu odeszła Marta Handschke, na jej miejsce wszedł przyjaciel Tymańskiego, Tomasz Gwinciński (Maestro Trytony, TOTART, Miłość). Z Trupów odszedł wkrótce także Trzaska i Olter, którego zastąpił Przemysław Momot (Biafra, Kobiety). Podczas pracy nad drugą płytą zespół postanowił przemianować się na Czan i już pod tą nazwą nagrał album Samsara.

## Skład
- Ryszard "Tymon" Tymański – wokal, gitara (1995–1998)
- Mikołaj Trzaska – saksofon (1995–1997)
- Tomasz "Święty" Hesse – bas (1995–1998)
- Jacek Olter – perkusja (1995–1997)
- Marta Handschke – wokal (1995–1996)
- Tomasz Gwinciński – gitara (1996–1998)
- Przemysław "Pyza" Momot – perkusja (1997–1998)

## Styl
Trupy były jednym z czołowych przedstawicieli trójmiejskiej sceny yassowej. Zespół wykonywał utwory o psychodeliczno-jazzowym charakterze, nawiązując do stylu zespołów muzycznych z lat 60., takich jak The Beatles, The Mothers Of Invention, Grateful Dead, Soft Machine, The Hampton Grease Band.

## Dyskografia
- 1995 – Songs for Genpo (Music Corner)
- 1997 – Muzyka do filmu Sztos, wspólnie z Miłością